# Christophe Jeanjean
Christophe Jeanjean (* 2. Juli 1963) ist ein französischer Badmintonspieler. 

## Karriere
Christophe Jeanjean gewann elf französische Meistertitel. Erstmals war er 1984 erfolgreich, zum letzten Mal siegte er zehn Jahre später 1994.

## Sportliche Erfolge
| Saison    | Veranstaltung                                    | Disziplin    | Platz | Name                                        |
| --------- | ------------------------------------------------ | ------------ | ----- | ------------------------------------------- |
| 1980/1981 | Französische Juniorenmeisterschaft               | Herrendoppel | 1     | Patrick Choël / Christophe Jeanjean         |
| 1983/1984 | Französische Meisterschaft                       | Herrendoppel | 1     | Benoît Pitte / Christophe Jeanjean          |
| 1984/1985 | Französische Meisterschaft                       | Herrendoppel | 1     | Benoît Pitte / Christophe Jeanjean          |
| 1986/1987 | Französische Meisterschaft                       | Herrendoppel | 1     | Benoît Pitte / Christophe Jeanjean          |
| 1987/1988 | Französische Meisterschaft                       | Herreneinzel | 1     | Christophe Jeanjean                         |
| 1987/1988 | Französische Meisterschaft                       | Herrendoppel | 1     | Benoît Pitte / Christophe Jeanjean          |
| 1988/1989 | Französische Meisterschaft                       | Herrendoppel | 1     | Pascal Pak / Christophe Jeanjean            |
| 1990/1991 | Französische Meisterschaft                       | Mixed        | 1     | Christophe Jeanjean / Virginie Delvingt     |
| 1991/1992 | Französische Meisterschaft                       | Mixed        | 1     | Christophe Jeanjean / Virginie Delvingt     |
| 1991/1992 | Französische Meisterschaft                       | Herrendoppel | 1     | Jean-Frédéric Massias / Christophe Jeanjean |
| 1992/1993 | Französische Meisterschaft                       | Herrendoppel | 1     | Jean-Frédéric Massias / Christophe Jeanjean |
| 1993/1994 | Französische Meisterschaft                       | Herrendoppel | 1     | Christophe Jeanjean / Manuel Dubrulle       |
| 2007/2008 | Französische Seniorenmeisterschaft (Vétérans II) | Mixed        | 1     | Christophe Jeanjean / Corinne Corvée        |